# Gombavizsgálat

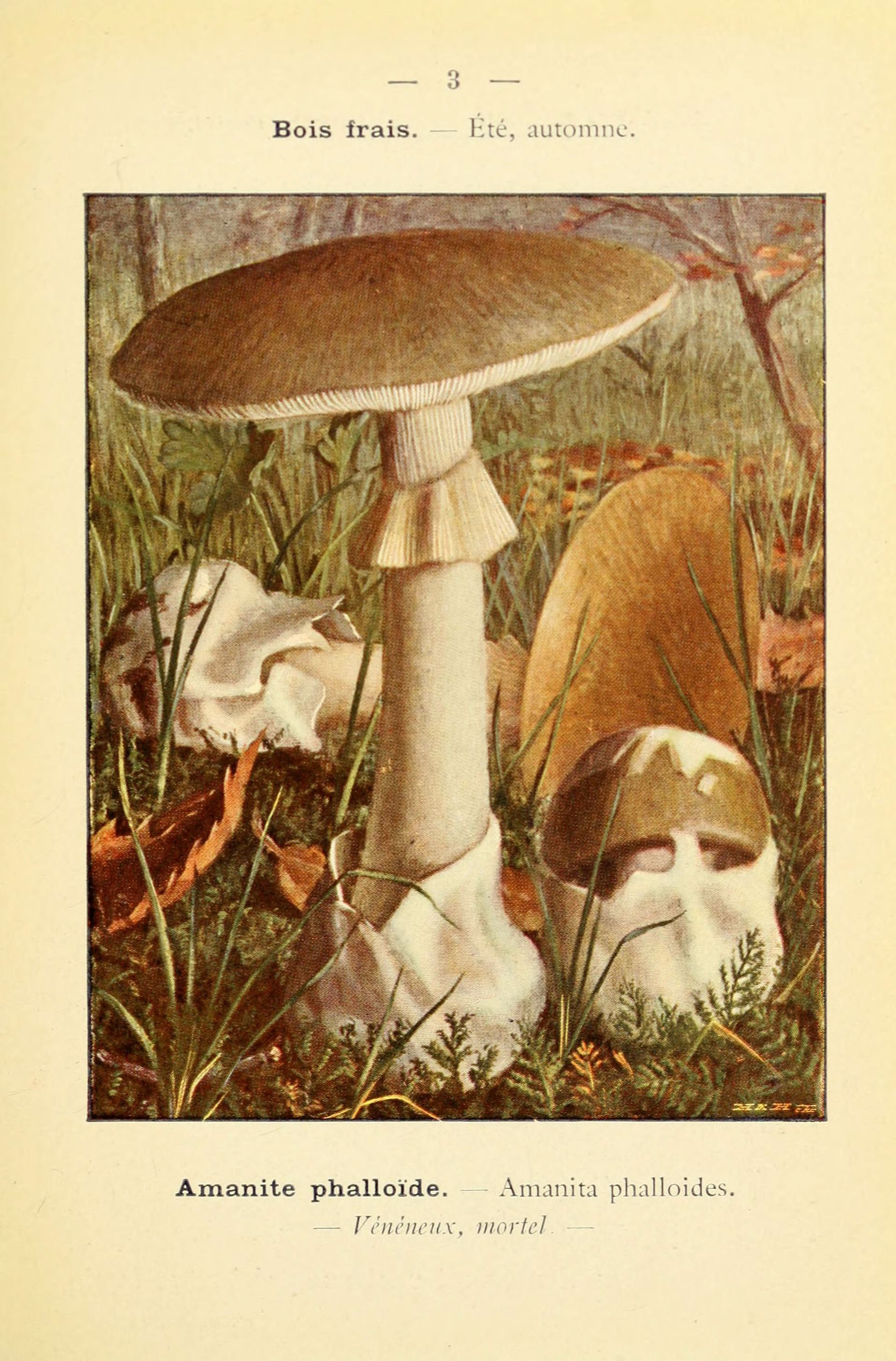
A gyilkos galóca (Amanita phalloides), illusztráció egy enciklopédiában. A mérgező gombák „leggyilkosabbja” a gyilkos galóca, amelyben sejtméreg van, ami visszavonhatatlanul károsítja az ember máját és veséjét

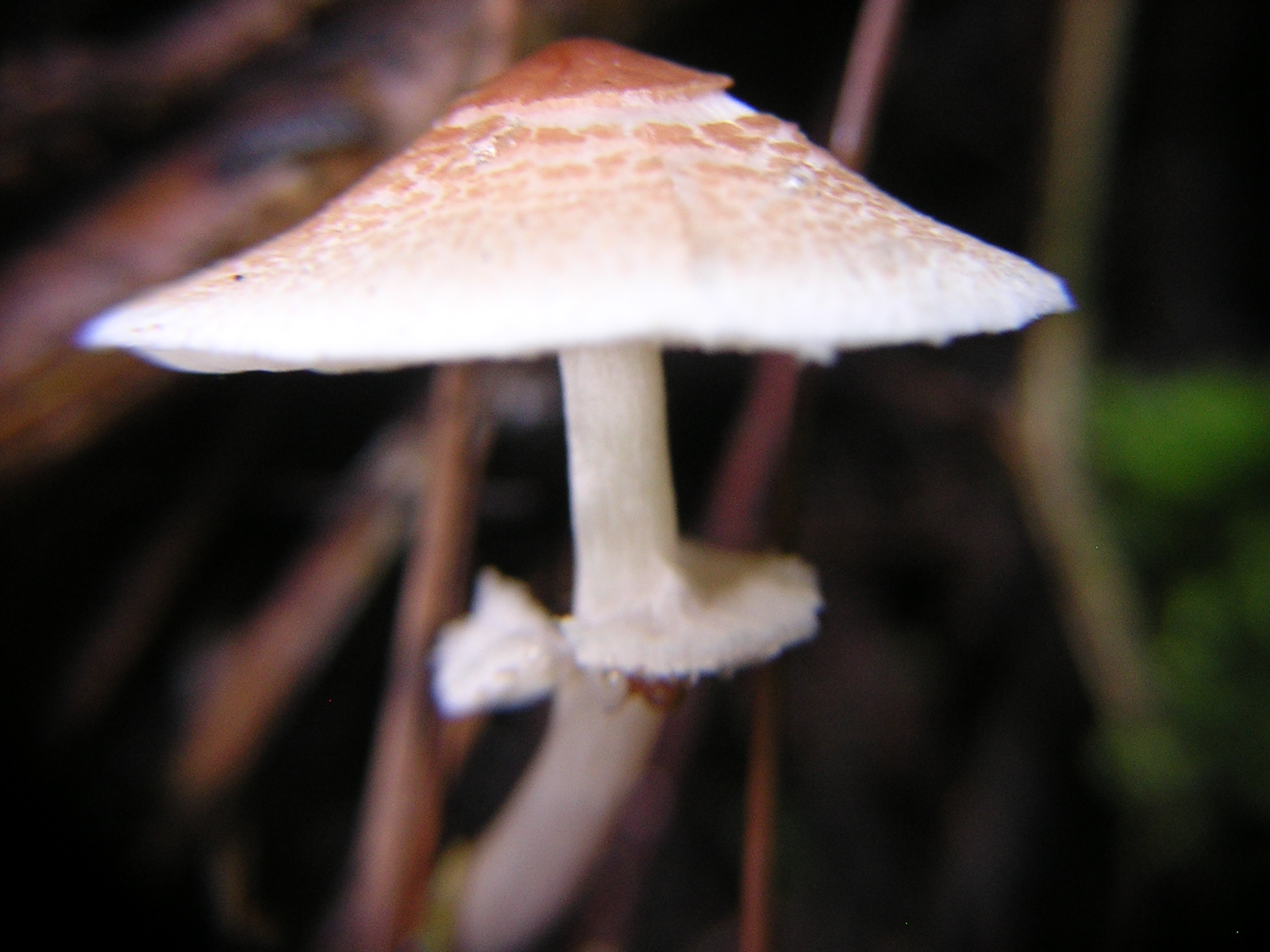
A büdös őzlábgomba (Lepiota cristata) méreganyaga a gyilkos galócáéval azonos sejtméreg

A gombavizsgálat alapvető célja egy gombaszakellenőr által a mérgező és nem mérgező gombák szétválasztása és meghatározása a vadon termett erdei gombák gyűjtése után és az emberi fogyasztásra történő felhasználása előtt. Aki nem vizsgázott gombaszakértő, annak a leszedett gombából ételt készíteni rendkívül életveszélyes a gombák ellenőriztetése nélkül. Általános szabály, hogy az erdei gombásznak minden ismeretlen fajt mérgezőnek kell tekintenie. A gyűjtött gomba szakszerű vizsgálatát mellőző, felkészületlen gombász saját magán kívül hozzátartozóit és másokat is életveszélybe sodorhatja.

## Veszélyek
Európában mintegy négyezer termőtestes gomba él, közülük azonban 300 mérgező. Néhány ehető termőtestes gomba formája és külleme könnyen összetéveszthető a mérgező rokonéval, mint például az ehető nagy őzlábgomba (Macrolepiota procera) a mérgező büdös őzlábgombával (Lepiota cristata).
A Magyarországon is előforduló gombafajok közül a legveszélyesebb mérgezéseket a gyilkos galóca (Amanita phalloides) okozza, amelynek egyedi jellemzői: fehér lemezes, galléros, bocskoros és zöldes-barnás-sárgás-fehéres kalapja van. A gyilkos galóca öt gombatoxint tartalmaz, amelyek közül négy, főzés közben sem bomlik el. A gyilkos galóca mérgezésre ellenszer még nem ismert. A tapasztalatlan vagy megfelelő gombaismeret nélküli gombagyűjtők összetéveszthetik a gyilkos galócát az ehető és ízletes mezei csiperkével (Agaricus campestris). Ugyanígy súlyos mérgezés forrása, ha a felkészületlen gombász az ehető rókagombát összetéveszti a mérgező világító tölcsérgombával.
A valódi gombamérgezéseket a táplálékként elfogyasztott mérgező nagygombák idézik elő. A mérges gombákban előforduló toxinok másodlagos anyagcseretermékek, amelyek speciális biokémiai utakon keresztül képződnek a gombasejtekben.

## Jogszabályi háttér
Hétköznapokon a piacokon, a nagyvárosokban pedig munkaszüneti napokon is ingyenesen ellenőriztethetőek a kijelölt gombavizsgáló helyeken a gyűjtött gombák. A Földművelésügyi Minisztérium 107/2011. (XI. 10.) VM rendelet 3. § (1a) bekezdés b) pontja alapján feljogosított képzőhelyen van lehetőség a gombaszakellenőri  tevékenység folytatásához szükséges képesítés megszerzésére.  Magyarországon a Magyar Mikológiai Társaság fogja össze a gombásztársadalmat, amely rendszeresen indít gombaszakellenőri képzést is.
Az élelmiszerláncról és hatósági felügyeletéről szóló 2008. évi XLVI. törvény úgy rendelkezik, hogy vadon termett gombát étkezési céllal forgalomba hozni vagy feldolgozni csak gombaszakellenőri minősítést követően lehet. A szakellenőr a mérgező, illetve emberi fogyasztásra alkalmatlan gombát zár alá veheti, és intézkedhet a megsemmisítéséről. Ugyanígy járhat el, ha a gomba nem különíthető el egyértelműen a mérgező vagy fogyasztásra alkalmatlan gombától.

## Gombaszakellenőröket foglalkoztató piacok Magyarországon

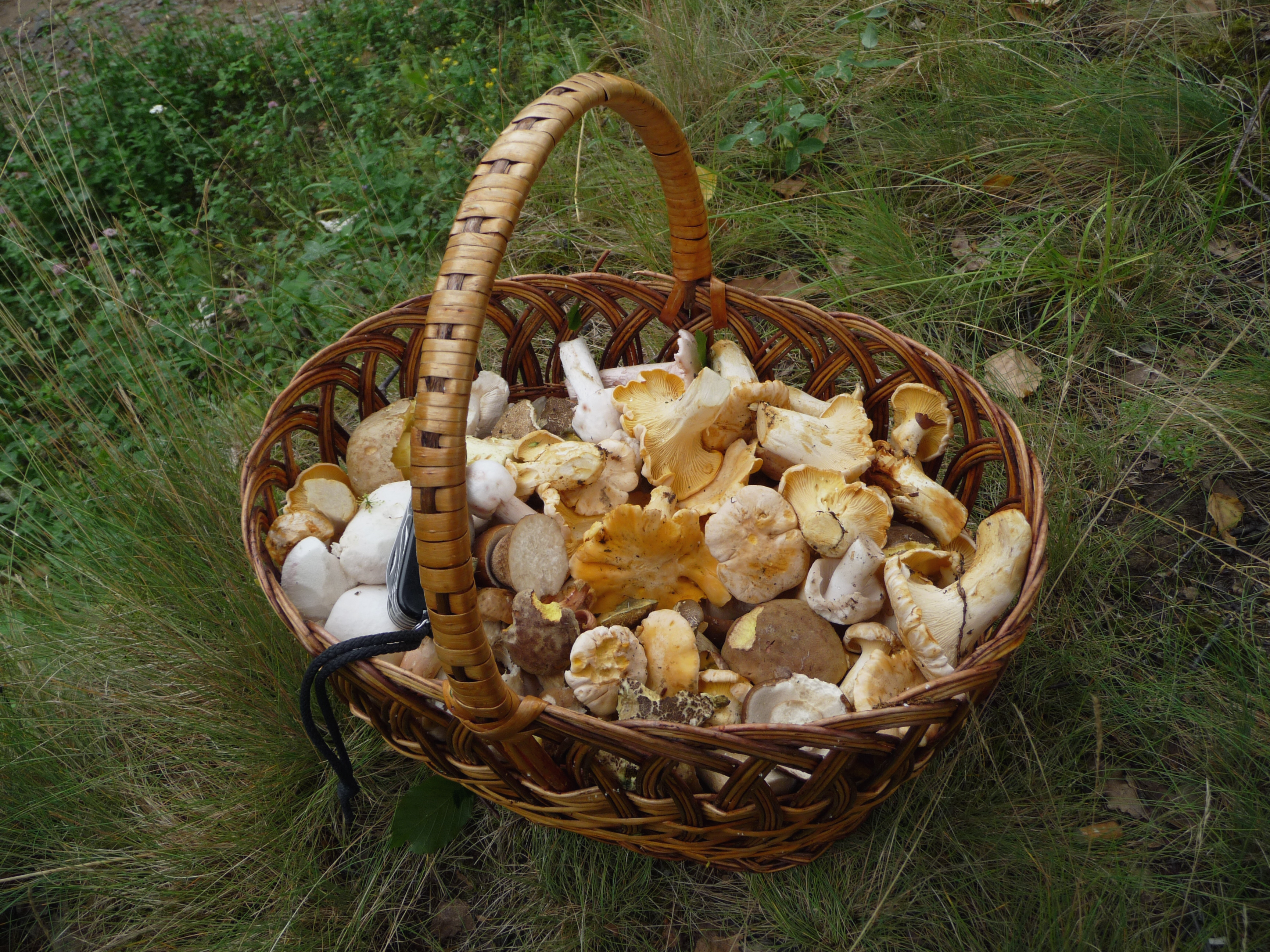
Egy kosár ehető vadon termett gomba

A gombavizsgálatot szakképzett gombaszakellenőrök végzik a piacokon. Ellátják a vadon termett gombák ellenőrzésével és értékesítésével kapcsolatos feladatokat. Biztosítják a piacok zavartalan működését. Nyilvántartásokat vezetnek, jelentéseket készítenek, és elszámoltatási feladatokat látnak el az ellenőrzési feladatokon túl. Kapcsolatot tartanak külső szervekkel és tájékoztatják a vásárlókat, és kezelik a vásárlói panaszokat. A gombaszakellenőrök irányító szerve a NÉBIH Élelmiszer- és Takarmánybiztonsági Igazgatóság hivatala.
A Fővárosi Önkormányzat Csarnok és Piac Igazgatósága több telephelyén, meghatározott időpontokban a lakosság részére ingyenes gombavizsgálatot végez és szaktanácsadást ad.
Lehetőség van már térképes felületen is megtekinteni, hogy közelünkben mely hivatásos szakellenőrökkel vizsgáltathatjuk meg a gombáinkat.
Az 51/2012. (VI. 8.) VM rendelet szerint a vadon termett gomba értékesítése esetén a gombaszakellenőr részére a gombavizsgálathoz megfelelő méretű természetes és mesterséges megvilágítású helyet, az elkobzott gomba elhelyezésére szolgáló megfelelő méretű és biztonságosan zárható hulladékgyűjtő edényt kell biztosítani.
A 107/2011. (XI. 10.) VM rendelet szerint „a gombaszakellenőr a mérgező gombát a begyűjtött gombák közül kiválogatja és elkülöníti. A  gombaszakellenőr emberi fogyasztásra alkalmatlannak minősíti az azonos gyűjtőedényből származó gombatételeket, amennyiben azokból a mérgező gomba egyértelműen nem különíthető el, vagy azok gyilkos galócát tartalmaznak.”